# KTM-Murcia/Saison 2011
Dieser Artikel listet Erfolge und Mannschaft des Radsportteams KTM-Murcia in der Saison 2011 auf.

## Abgänge – Zugänge
| Zugänge                     | Team 2010                    | Abgänge                | Team 2011                    |
| --------------------------- | ---------------------------- | ---------------------- | ---------------------------- |
| Marcos García               | Xacobeo Galicia              | Fotis Antonarakis      | Partizan Powermove           |
| Javier Benítez              | Guerola-Valencia Terra I Mar | Francisco Mancebo      | RealCyclist.com Cycling Team |
| José Antonio Carrasco       | Andalucía-Cajasur (2009)     | Kostas Konstantinidis  | Unbekannt                    |
| Vasileios Banousis          | Heraklion-Nessebar (2009)    | Iván Martínez          | Unbekannt                    |
| José Maria Alcaraz          | Neoprofi                     | Rafael Serrano         | Unbekannt                    |
| Ioannis-Stergios Faliakakis | Neoprofi                     | Polychronis Tzortzakis | Unbekannt                    |
| Dimitrios Kampianis         | Neoprofi                     |                        |                              |

## Mannschaft
| Name                        | Geburtstag         | Nationalität |
| --------------------------- | ------------------ | ------------ |
| José Maria Alcaraz          | 29. Mai 1987       | Spanien      |
| Vasileios Banousis          | 7. Mai 1990        | Griechenland |
| Javier Benítez              | 3. Januar 1979     | Spanien      |
| Apostolos Bouglas           | 16. März 1989      | Griechenland |
| Georgios Bouglas            | 17. November 1990  | Griechenland |
| José Antonio Carrasco       | 8. September 1980  | Spanien      |
| Javier Chacón               | 29. Juli 1985      | Spanien      |
| Konstantinos Efstathiou     | 24. Januar 1991    | Griechenland |
| Ioannis-Stergios Faliakakis | 17. September 1992 | Griechenland |
| Marcos García               | 4. Dezember 1986   | Spanien      |
| Óscar García-Casarrubios    | 7. Juni 1984       | Spanien      |
| Héctor González             | 16. März 1986      | Spanien      |
| Salvador Guardiola          | 5. September 1988  | Spanien      |
| Dimitrios Kampianis         | 21. Januar 1972    | Griechenland |
| Georgios Melas              | 3. August 1990     | Griechenland |
| Alexandros Papaderos        | 31. Oktober 1991   | Griechenland |
| Stavros Papadimitrakis      | 1. Januar 1979     | Griechenland |
| Jaume Rovira                | 3. November 1979   | Spanien      |